# Planaeschna shanxiensis
Planaeschna shanxiensis là loài chuồn chuồn trong họ Aeshnidae. Loài này được Zhou & Bao mô tả khoa học đầu tiên năm 2002.